# Fitnat Hanım
Fitnat Hanim, född efter år 1723, död 1780, var en osmansk poet. 
Hon var dotter till en känd lärd akademiker och gift med en domare. Hon gjorde sig berömd och respekterad under sin samtid för sin poesi. En del av hennes dikter publicerades under 1800-talet även i västvärlden. Poeten Muallim Naci kallades henne poeternas drottning. 

### Fotnoter
1. 1 2  WomenWriters, WomenWriters-ID: 01fed78d-7804-40b8-a3af-5c01fff6dd71, läst: 9 oktober 2017.[källa från Wikidata]
2. ↑  CERL Thesaurus, Consortium of European Research Libraries, CERL: cnp02098635.[källa från Wikidata]
3. 1 2  Anne Commire & Deborah Klezmer (red.), Dictionary of Women Worldwide : 25,000 Women Through the Ages, Gale och Yorkin Publications, 2006, ISBN 978-0-7876-7585-1.[källa från Wikidata]